# 陳禹
陈禹，南北朝南陈、隋朝人物，出自颍川陈氏。
陈禹是萧摩诃的部下，跟随萧摩诃征讨。为人聪明机敏，有见识度量，广泛涉猎儒经史籍，会风角之术。通晓兵书，能做文章，熟习骑射，官至王府谘议。